# 責任投資原則

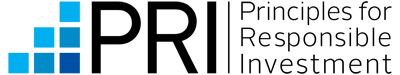
Principles for Responsible Investment (PRI).

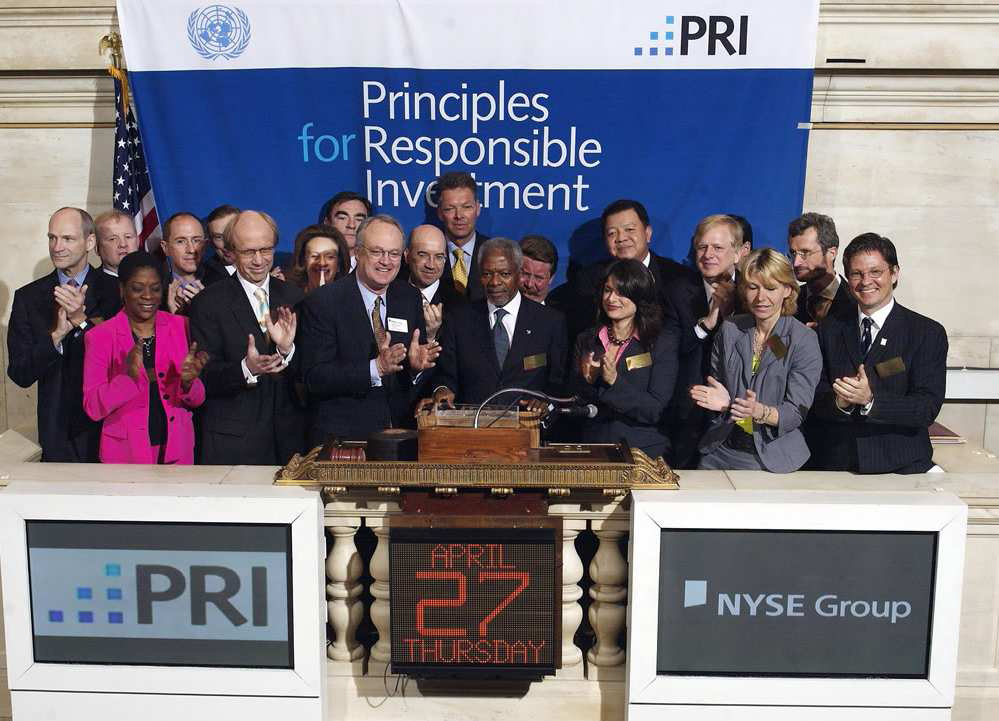
2006.

責任投資原則（せきにんとうしげんそく、Principles for Responsible Investment、略称：PRI）とは、国連環境計画 (UNEP)の金融イニシアティブ (UNEP_FI)並びに国連グローバル・コンパクトで策定された発案。

## 解説
機関投資家の意思決定プロセスにESG課題（Environment, Social and Governance; 環境/社会/企業統治）を受託者責任の範囲内で反映させるべきとした世界共通のガイドライン的な性格を持つ。国連環境計画 (UNEP)並びに国連グローバル・コンパクトが推進する。現在、この原則を推進するのはTHE PRIという団体であり、THE PRIはそのホームページにおいて「国連にサポートされているが、国連の一部ではない」と書いている。
責任投資原則は法的拘束力のない任意の原則であり、ESG課題を考慮する事が機関投資家にとって投資リスクマネジメント基準及び社会的責任になるとされる。ESG投資持続可能な社会の構築に向けて貢献できているかどうかに着目して企業を選別する投資手法。
2008年のリーマン・ショック以降、欧米では投資家の関心が短期的経営指標から長期的経営指標に変化したことからESG投資への関心が広まった。
日本でESGが広く知られるようになったのは、2017年に年金積立金管理運用独立行政法人が初めて、日本株のESG投資インデックスを3つ採用したことである。今後最終製品メーカーだけでなく、B2Bでのやりとりが中心の中小製造業にも広がることが期待される。しかし、リーマン・ショックによる不況が日本人、特に若年層の男性に「環境よりも経済」という意識をもたらし、ESGに対するマイナスイメージを持つ要因となったことが指摘されている。
2006年4月27日のニューヨーク証券取引所にてコフィー・アナンが取引開始のベルを鳴らす発足式典が行われた。原則の公表後は、より多くの投資家による原則の選択の推進、有益な情報提供、著名機関での連携の促進が行われる。

責任投資原則は6の原則からなり、35の行動が示されている。

1. 私たちは投資分析と意志決定のプロセスにESGの課題を組み込みます。
2. 私たちは活動的な（株式）所有者になり、（株式の）所有方針と（株式の）所有慣習にESG問題を組み入れます。
3. 私たちは、投資対象の主体に対してESGの課題について適切な開示を求めます。
4. 私たちは、資産運用業界において本原則が受け入れられ、実行に移されるように働きかけを行います。
5. 私たちは、本原則を実行する際の効果を高めるために、協働します。
6. 私たちは、本原則の実行に関する活動状況や進捗状況に関して報告します。

本邦における関連資格は、「ESG・SDGs検定®」（https://www.esgsdgs.com/　主催：ESG・SDGs検定運営事務局）がある。

## 署名済み日本企業
2015年7月現在、日本企業として署名しているのが以下の企業である。

- キッコーマン企業年金基金
- MS&ADインシュアランスグループ
- セコム企業年金基金
- 損害保険ジャパン日本興亜
- 太陽生命保険
- 東京海上日動火災保険
- ACA革新基金運用株式会社
- 朝日ライフ・アセットマネジメント
- 大和投資信託
- 大和住銀投信投資顧問
- DIAMアセットマネジメント
- HCアセットマネジメント株式会社
- J-STAR株式会社
- みさき投資株式会社
- 三菱商事・ユービーエス・リアルティ株式会社
- 三菱UFJ信託銀行
- みずほ信託銀行
- MU投資顧問株式会社
- 日興アセットマネジメント
- ニッセイアセットマネジメント
- 野村アセットマネジメント
- りそな銀行
- 損保ジャパン日本興亜アセットマネジメント
- 三井住友信託銀行
- 三井住友アセットマネジメント
- T&Dアセットマネジメント
- 東京海上アセットマネジメント
- 東京海上キャピタル
- アーク東短オルタナティブ株式会社
- CSR DESIGN 環境投資顧問株式会社
- 株式会社インテグレックス
- ニューラル
- QUICK
- 株式会社金匡